# Tokyo Metro série 02
La série 02 (02系, 02-kei) du Tokyo Metro était un type de rame automotrice exploitée de 1988 à 2024 sur la ligne Marunouchi du métro de Tokyo au Japon.

## Description
Le design de la série 02 est basé sur la série 01 circulant sur la ligne Ginza depuis 1984. Les rames sont composées de six voitures pour la branche principale de la ligne Marunouchi et de trois voitures pour la branche secondaire.

## Histoire
Les premiers trains sont entrés en service à partir du 17 octobre 1988.
En mars 1998, la commande de train automatique (ATC) a été introduite sur la série 02, complétée en novembre 2002 par un système de contrôle d'arrêt automatique de train (TASC) permettant aux rames de s'arrêter automatiquement dans les stations.
Au total, 336 voitures ont été mises en service en 8 tranches. 53 rames de six voitures (tranches 1 à 7) et 6 rames de trois voitures (tranche 8).

## Rénovation
Les rames ont fait l'objet d'une rénovation majeure au début des années 2010, les premiers trains traités étant remis en service à partir de février 2010. La rénovation comprend l’installation de nouveaux moteurs synchrones à aimants permanents équipant déjà les nouvelles rames série 16000 de la ligne Chiyoda, permettant des économies d'énergie d'environ 10%. À l'intérieur, des écrans LCD d'information voyageurs sont installés au-dessus des portes. L'intérieur est peint dans une couleur rose saumon pâle rappelant les trains originaux de la série 300 utilisés auparavant sur la ligne, et à l'extérieur, une ligne blanche torsadée a été ajoutée aux bandes latérales rouges, rappelant à nouveau la livrée de la série 300.

## Remplacement
La série 2000 a été introduite le 23 février 2019 sur la ligne Marunouchi pour remplacer l'ensemble des rames de la série 02. La dernière rame a été radiée en décembre 2024.

## Galerie photos

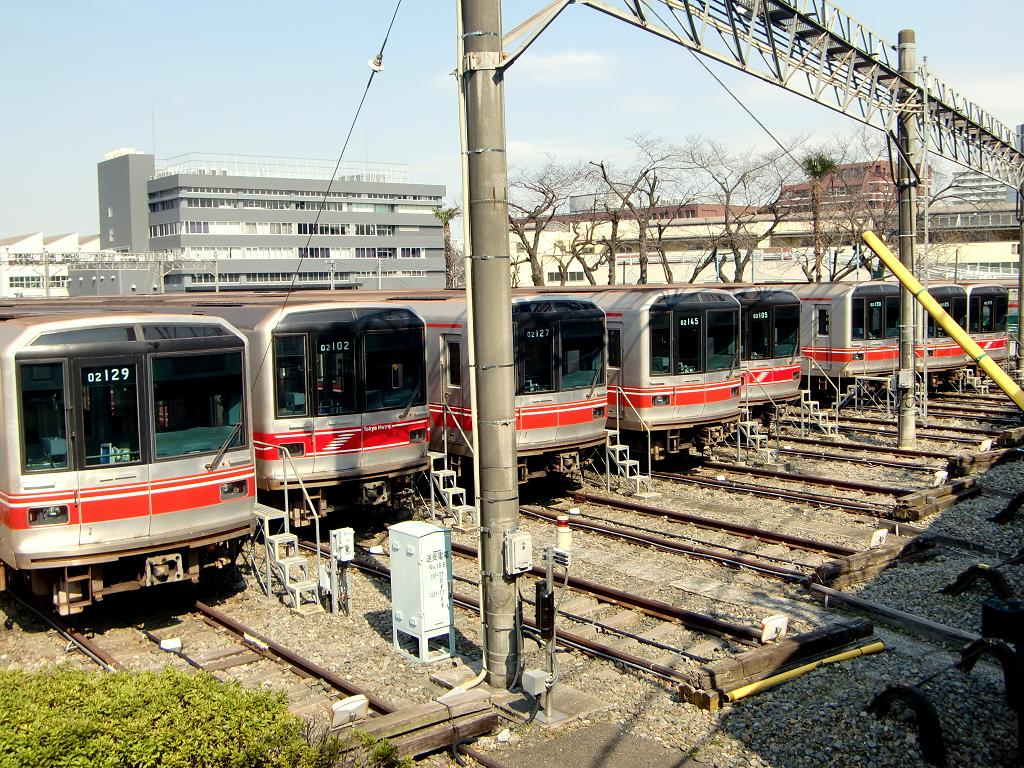
Rames au dépôt.
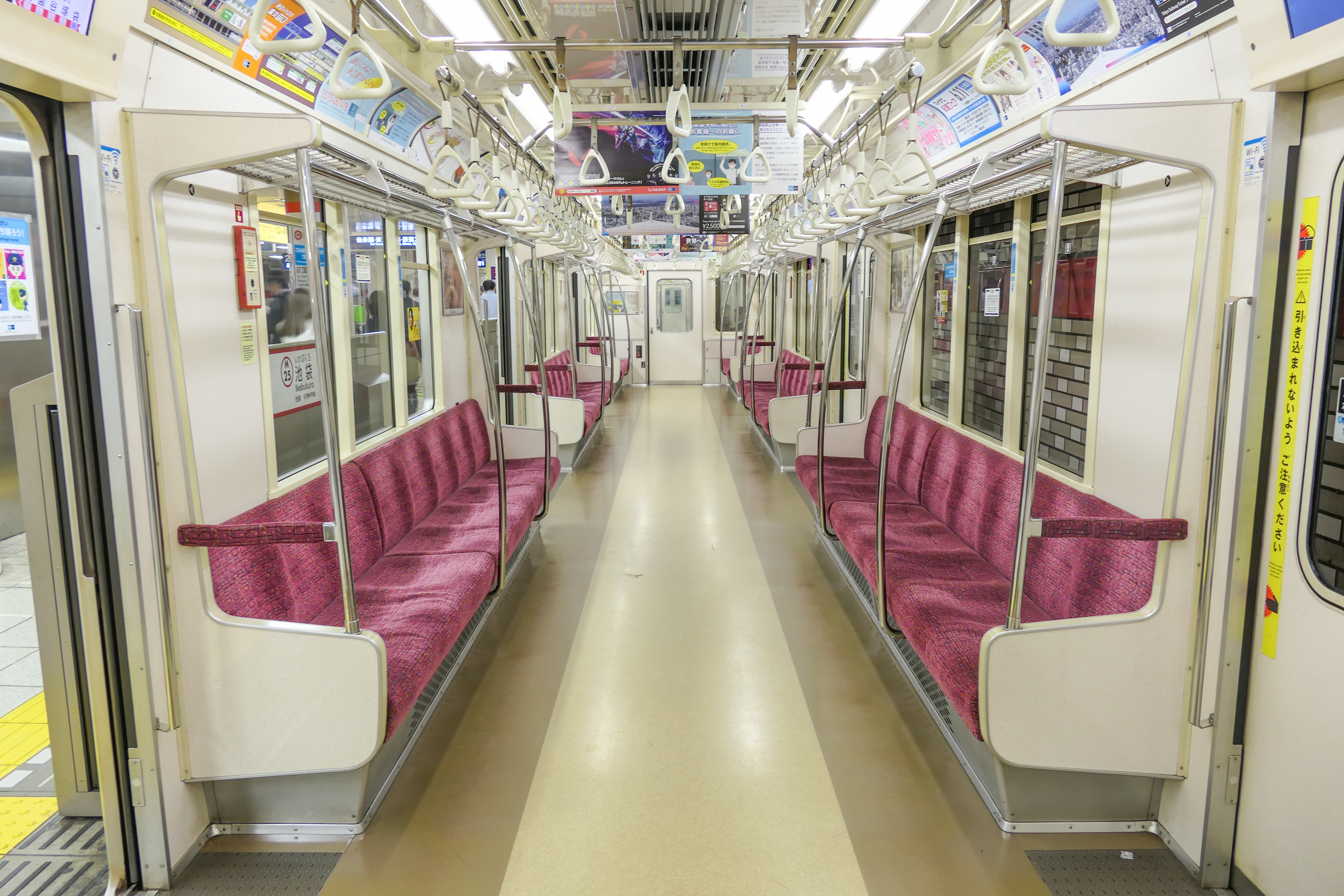
Intérieur de la rame.
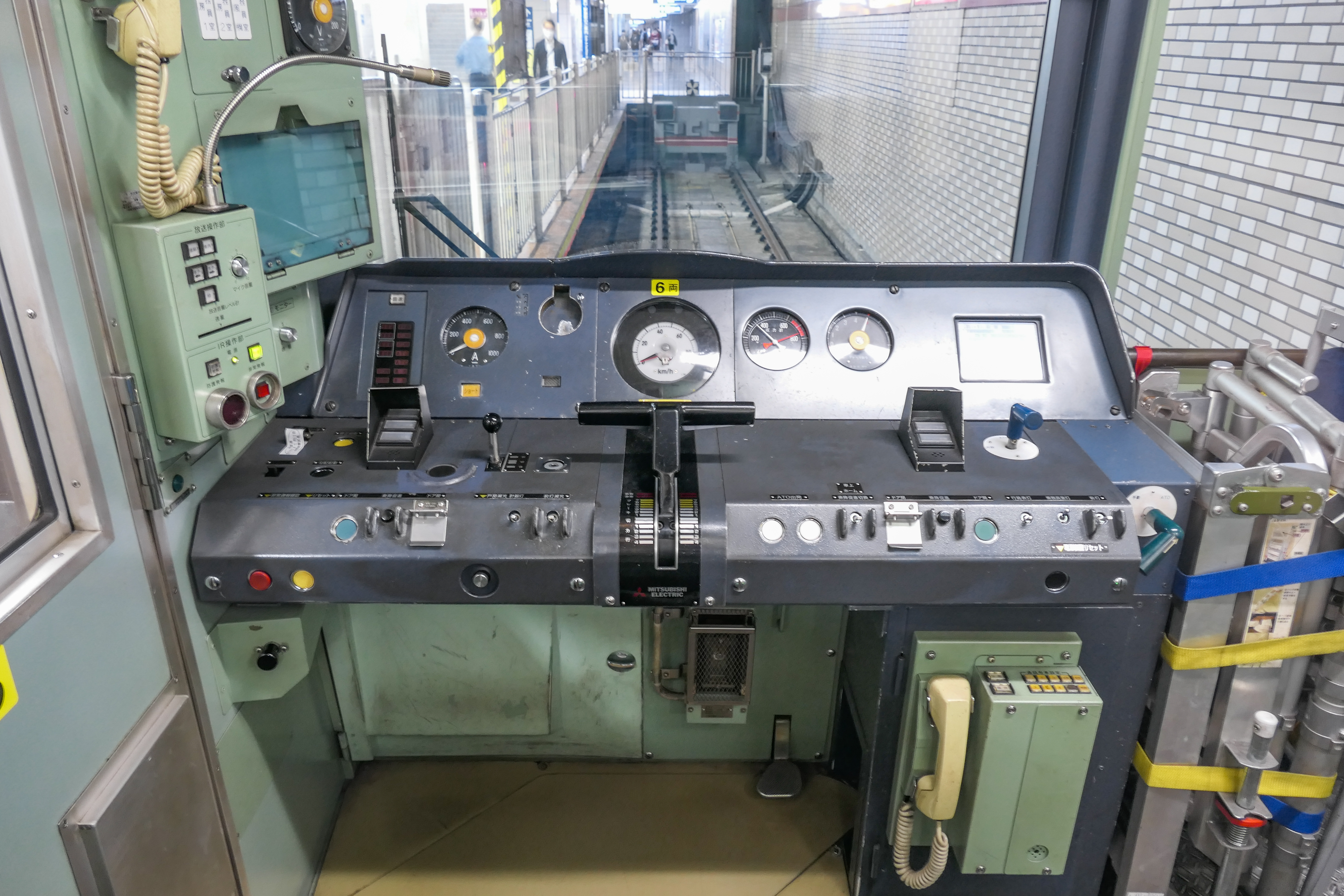
Pupitre de conduite.